# Sopwith Aviation Company
Sopwith Aviation Company – brytyjska wytwórnia lotnicza projektująca i produkująca podczas I wojny światowej samoloty głównie dla brytyjskiego Royal Flying Corps, Royal Naval Air Service a później także Royal Air Force. Jedną z najsłynniejszych maszyn wytwórni był samolot myśliwski Sopwith Camel, który tak jak i inne modele był użytkowany także poza Wielką Brytanią, przez siły powietrzne Francji, Belgii i Stanów Zjednoczonych.

## Historia

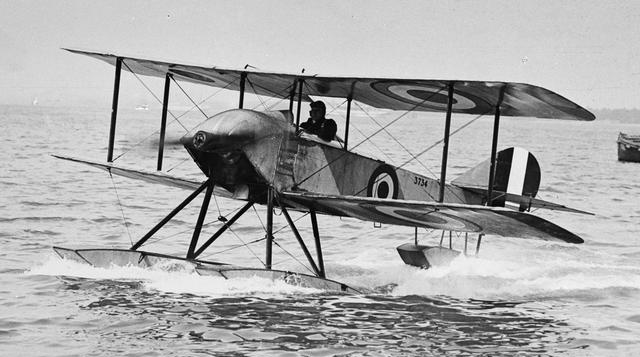
Sopwith Schneider, wyposażona w pływaki odmiana samolotu Sopwith Tabloid przeznaczona do zmagań o Puchar Schneidera w 1914 w Monako.

Wytwórnia Sopwith Aviation Company została założona w czerwcu 1912 w Kingston upon Thames przez Thomasa Sopwitha, sportowca zainteresowanego lotnictwem, żeglarstwem i wyścigami motocyklowymi. Pierwsza należąca do wytwórni fabryka powstała w grudniu tego samego roku na terenie nieużywanego lodowiska i podczas I wojny światowej zatrudniano tam 5000 robotników, którzy wyprodukowali ponad 16 tysięcy samolotów. O wiele więcej maszyn zostało wyprodukowanych przez firmy kooperujące niż przez macierzystą fabrykę Sopwitha. Głównymi podwykonawcami były wytwórnie Fairey, Clayton & Shuttleworth, William Beardmore and Company i Ruston Proctor. W 1919 wytwórnia Sopwith zakupiła ABC Motors fabrykę silników lotniczych, samochodowych i motocyklowych, w celu rozszerzenia asortymentu po zakończeniu działań wojennych i zmniejszeniu zamówień na samoloty wojskowe. Inwestycja ta okazała się nietrafiona i w konsekwencji doprowadziła do upadku Sopwith Aviation Company.

## Samoloty wytwórni Sopwitha

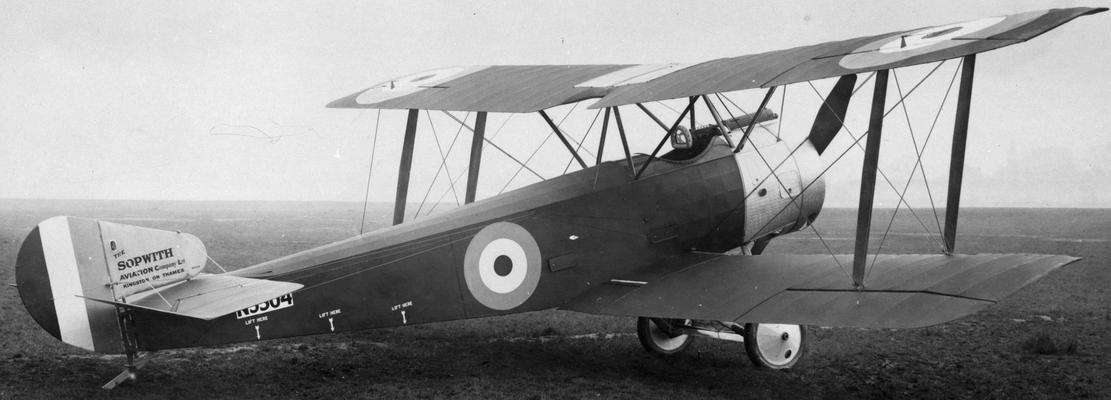
Sopwith 1½ Strutter.

Początkowo Thomas Sopwith wraz z byłym mechanikiem Fredem Sigristem prowadzili prace projektowe nad samolotami dla lotnictwa marynarki wojennej RNAS, które jednak nie wyszły poza fazę prototypu. Pierwszym znaczącym sukcesem wytwórni był mały i szybki samolot sportowy Sopwith Tabloid, który powstał przy współpracy z pilotem testowym wytwórni Australijczykiem Harrym Hawkerem. Wyposażona w pływaki odmiana tego samolotu Sopwith Schneider, wygrała zmagania wodnosamolotów o Puchar Schneidera w 1914 roku. Wersja maszyny z podwoziem kołowym była używana przez brytyjskie RNAS i RFC na początku wojny, a wyposażony w mocniejszy silnik pływaki wodnosamolot wyewoluował do nowej konstrukcji Sopwith Baby, główną maszynę RNAS wykorzystywaną prawie do końca I wojny światowej.
W 1916 głównym inżynierem wytwórni został Herbert Smith, pod którego kierownictwem powstał bardzo udany Sopwith 1½ Strutter, półtora zastrzałowiec nazwany tak ze względu na nietypową konstrukcję skrzydeł. Maszyna ta nosząca oznaczenie fabryczne Type 9901 była szeroko wykorzystywana w działaniach wojennych przez RNAS, RFC i francuskie Aéronautique Militaire jako jednomiejscowy bombowiec, dwumiejscowy myśliwiec, samolot rozpoznania artyleryjskiego i maszyna szkolna. Wkrótce zbudowano pomniejszoną wersję maszyny przeznaczona do zadań myśliwskich nazwaną Sopwith Scout, a nieoficjalnie Pup (od ang. szczeniak). Obie te maszyny były pierwszymi udanymi brytyjskimi samolotami zbudowanymi w konfiguracji z ciągnącym śmigłem i synchronizowanymi karabinami maszynowymi umożliwiającymi strzelanie przez śmigło. Pierwszym brytyjskim synchronizatorem było urządzenie Sopwith-Kauper, ale później używano synchronizatorów także innych projektów. Myśliwce Sopwith Pup były szeroko używane przez RFC i RNAS, także jako samoloty pokładowe, a po zakończeniu działań wojennych jako maszyny szkolne.
Eksperyment polegający na wyposażeniu samolotu Pup w trzy płaty i mocniejszy silnik doprowadził do powstania kolejnej udanej maszyny myśliwskiej Triplane, która była używana od wiosny 1917 w bardzo małej liczbie, ale dzięki znakomitym własnościom lotnym i eskadrze Black Flight, którą dowodził kanadyjski as myśliwski Raymond Collishaw zapisała się w historii jako jeden z najlepszych myśliwców I wojny światowej. Mimo wielu prób konstrukcji trzypłatowego samolotu wojskowego podejmowanych przez różnych producentów, tylko niemiecki Fokker Dr.I był maszyną, która odniosła porównywalny sukces.
Na początku lata 1917 wprowadzono doskonale uzbrojony w dwa karabiny maszynowe myśliwiec Camel, charakteryzujący się bardzo dużą zwrotnością. Do końca wojny zbudowano ponad 5000 maszyn tego typu. Mimo bardzo trudnego pilotażu zniszczyły one więcej samolotów wroga niż jakakolwiek inna maszyna brytyjska, chociaż przyczyniły się również do wielu śmiertelnych wypadków wśród niedoświadczonych młodych pilotów. Camel był używany także jako nocny myśliwiec i samolot pokładowy. Poza lotnictwem Wielkiej Brytanii był wykorzystywany również przez Belgów i Amerykanów.
Kolejnymi maszynami bojowymi wytwórni Sopwith Aviation Company były napędzany chłodzonym cieczą silnikiem rzędowym i uzbrojony w 4 karabiny maszynowe Dolphin i napędzany unowocześnionym silnikiem rotacyjnym myśliwiec Snipe, który ze względu na zakończenie wojny został wprowadzony do uzbrojenia tylko w niewielkiej liczbie.
Pod koniec wojny zbudowano jeszcze samolot torpedowy Cuckoo i oparty na konstrukcji myśliwca Snipe samolot szturmowy Salamander, ale obie maszyny pojawiły się zbyt późno aby wziąć udział w walkach. Podczas wojny zbudowano wiele maszyn eksperymentalnych, których nazwy pochodziły od zwierząt np. Hippo, Gnu itd. co przyczyniło się do powstania pojęcia 'Sopwith Zoo'.
Po zakończeniu działań wojennych Sopwith Snipe został wybrany główną maszyną myśliwską znacznie ograniczonych brytyjskich sił powietrznych RAF i ostatecznie zastąpiony w latach 20.
Po wojnie wytwórnia Sopwith podjęła próby budowy cywilnych maszyn opartych na maszynach wojskowych takich jak Dove pochodzący od myśliwca Pup i Swallow, jednopłatowa wersja Camela, ale nadwyżki pozostałych po wojnie maszyn i spadek ich cen spowodował, że żadna z nich nie weszła w fazę produkcyjną.
Po zamknięciu wytwórni Sopwith Aviation Company, Thomas Sopwith wraz z Harrym Hawkerem, Fredem Sigristem i Billem Eyre założyli kolejną firmę H.G. Hawker Engineering, która z czasem przeobraziła się w wytwórnię Hawker Siddeley. Sopwith pełnił funkcje prezesa nowej firmy aż do emerytury, a Hawker i jego następcy skonstruowali wiele doskonałych maszyn okresu międzywojennego takich jak Hawker Hart i Demon, oraz wykorzystywanych podczas II wojny światowej myśliwców Hurricane, Typhoon i Tempest. Po zakończeniu wojny z wytwórni Hawker Siddeley wyszły kolejne maszyny wojskowe Sea Fury, Hunter i Harrier. Wszystkie te maszyny były produkowane w tych samych hangarach, w których budowano myśliwce Snipe w 1918 roku.